# Léon Epin
Pour les articles homonymes, voir Epin.
Théodore Léon Epin, né le 30 octobre 1858 à Ceintrey et mort le 3 juillet 1928 à Montfermeil, est un archer français.

## Biographie
Né à Ceintrey, Théodore Léon Epin s'installe à Montfermeil à la fin du XIXe siècle et travaille dans la gendarmerie.
Membre de la 1re Compagnie d'Arc de Montfermeil, Léon Epin participe aux épreuves de tir à l'arc aux Jeux olympiques d'été de 1920 à Anvers. Il remporte deux médailles d'argent en 33 mètres par équipe et en 50 mètres par équipes ainsi qu'une médaille de bronze en 28 mètres par équipe. 